# Swannington (Norfolk)
Pour les articles homonymes, voir Swannington.
Swannington est une paroisse civile et un village du Norfolk, en Angleterre.